# Беседа любителей русского слова
«Беседа любителей русского слова» — литературное общество, образовавшееся в Петербурге в 1811 году.
Во главе этого общества стояли Г. Р. Державин и А. С. Шишков. К нему принадлежали также С. А. Ширинский-Шихматов, Д. И. Хвостов, А. А. Шаховской, И. С. Захаров и другие. Они придерживались консервативных взглядов, являясь эпигонами классицизма, выступая против распространения иностранных слов в русском языке и за сохранение славянской лингвистики. Выступали против реформы литературного языка, проводившейся сторонниками Н. М. Карамзина. «Беседа любителей русского слова» отражала те взгляды на развитие русского литературного языка, которых придерживались «старшие архаисты». Таким образом, главными оппонентами «Беседы…» являлись «карамзинисты», позже оформившиеся в общество «Арзамас», которые осмеивали деятельность «Беседы».
В «Беседу» входили также Н. И. Гнедич и И. А. Крылов, отстаивавшие, в противовес Карамзину и сторонникам сентиментализма, национально-демократические традиции в развитии русского литературного языка, гражданский и демократический пафос в поэзии. Этим определялась ориентация именно на «Беседу» писателей декабристского направления, в том числе А. С. Грибоедова, П. А. Катенина, В. Ф. Раевского и других.
Первое заседание состоялось в доме Державина 14 марта 1811 года.
«Беседа любителей русского слова» распалась после смерти Державина в 1816 году.